# Вентус, Йозеф
Йозеф Вентус (чеш. Josef Věntus; 17 февраля 1931, Килешовице, Опава — 29 декабря 2001, Прага) — чехословацкий гребец, выступавший за сборную Чехословакии по академической гребле во второй половине 1950-х — первой половине 1960-х годов. Бронзовый призёр двух летних Олимпийских игр, чемпион Европы, победитель и призёр первенств национального значения.

## Биография
Йозеф Вентус родился 17 февраля 1931 года в поселении Килешовице недалеко от города Опава.
Впервые заявил о себе в академической гребле на международном уровне в сезоне 1956 года, когда вошёл в состав чехословацкой национальной сборной и выступил на чемпионате Европы в Бледе, где в восьмёрках превзошёл всех своих соперников и получил золото. Позже в той же дисциплине принял участие в летних Олимпийских играх в Мельбурне, но попасть здесь в число призёров не смог.
В 1957 году в восьмёрках выиграл бронзовую медаль на чемпионате Европы в Дуйсбурге.
Благодаря череде удачных выступлений удостоился права защищать честь страны на Олимпийских играх 1960 года в Риме. В составе экипажа-восьмёрки, куда также вошли гребцы Богумил Яноушек, Ян Йиндра, Станислав Луск, Вацлав Павкович, Лудек Поезный, Ян Шведа, Иржи Лундак и рулевой Мирослав Коничек, с первого места преодолел предварительный квалификационный этап, тогда как в решающем финальном заезде финишировал третьим позади команд из Германии и Канады — тем самым завоевал бронзовую олимпийскую медаль.
После римской Олимпиады Вентус остался действующим спортсменом и продолжил принимать участие в крупнейших международных регатах. Так, в 1963 году он побывал на чемпионате Европы в Копенгагене, откуда привёз награду бронзового достоинства, выигранную в восьмёрках.
В 1964 году стартовал в восьмёрках на Олимпийских играх в Токио. Здесь совместно с такими гребцами как Петр Чермак, Ян Мрвик, Юлиус Точек, Иржи Лундак, Лудек Поезный, Богумил Яноушек, Рихард Новый и Мирослав Коничек, повторил успех четырёхлетней давности — вновь был лучшим на предварительном заезде, а в финале взял бронзу, уступив экипажам из США и Германии.
Умер в декабре 2001 года в возрасте 70 лет.